# تشندورف
تشندورف (به آلمانی: Teschendorf) یک منطقهٔ مسکونی در آلمان است که در بورگ اشتارگارد واقع شده‌است. تشندورف ۵۶۱ نفر جمعیت دارد.